# Sellent (Coll de Nargó)
Sellent es una entidad de población española del municipio leridano de Coll de Nargó, en la comunidad autónoma de Cataluña.

## Historia
Hacia mediados del siglo XIX, el lugar, por entonces perteneciente al municipio de Montanisell, tenía contabilizada una población de 140 habitantes. Aparece descrito en el sexto volumen del Diccionario geográfico-estadístico-histórico de España y sus posesiones de Ultramar de Pascual Madoz de la siguiente manera:

CELLENT DE ORGANA: ald. que forma ayunt. con Montanisell, que es la cap., y Valldargues en la prov. de Lérida (17 leg.), part. jud. y dióc. de Seo de Urgel (5 1/2), aud. terr. y c. g. de Cataluña (Barcelona 23), á la matriz y ayunt. (1): se halla sit. á la margen der. del Segre á bastante dist. de él, encima de una peña muy alta: le combaten los vientos de N y O., y el clima frio, es bastante saludable. Tiene 22 casas distribuidas en una calle y una plaza; pero casi todas malas: la igl. es aneja de Montanisell de la cual depende. (V.) En el mismo pueblo está el cementerio capaz y ventilado, pero no obstante perjudicial á su salubridad. El térm. se estiende 1 leg. de N. á S. y 2 de E. á O.; confinando por N. con el de Señus (1 leg.); E. Montanisell (1/2); S. Valldargues (1 1/2 ), y O. Boxols (2): cruza por él á dist. de 1/4 de hora un riach que lleva como cosa de media muela de agua: nace en el térm. espresado de Boxols y durante su curso que es de 3 leg., no se aprovechan apenas sus aguas para el riego, va á desaguar al Segre á 1/4 de hora mas abajo de Coll dé Nargó. El terreno montuoso en su mayor parte, en general es de mala calidad, encontrándose en él la montaña llamada del Pitarell, que se halla al N. de la de Boumort y Carreu, pobl. de abundante arbolado de pinos, abetos, bojes y enebros: tambien se encuentran en sus montes escelentes pastos para ganados de todas clases: caminos, dirigen uno para Tremp, otro para Orgañá y el que conduce á Coll de Nargó; todos en muy mal estado: el correo lo reciben de dicho Orgañá por espreso que pagan los interesados. prod.: trigo, patatas, legumbres y bellota de la cual hacen pan muchos vec.: la principal cosecha es la de las patatas: hay tambien ricas canteras de marmol de color de leche: se cria ganado lanar, cabrio y vacuno, y hay caza de perdices y abundancia de conejos. pobl.: 23 vec., 140 alm.: cap. imp. 25,089. contr. el 14'28 por 100 de esta riqueza.
(Madoz, 1847, pp. 304-305)

En la actualidad pertenece al municipio de Coll de Nargó. En 2022, tenía empadronados 35 habitantes.